# Antoni Stankiewicz
Antoni Stankiewicz (Oleszczenice, 1 oktober 1935 – Rome, 4 januari 2021) was een Pools geestelijke en een bisschop van de Rooms-Katholieke Kerk, werkzaam voor de Romeinse Curie.
Stankiewicz werd op 20 december 1958 priester gewijd. Op 31 januari 2004 werd hij benoemd tot deken van het Tribunaal van de Rota Romana, een van de drie kerkelijke rechtbanken van het Vaticaan. Op 15 november 2006 volgde zijn benoeming tot titulair bisschop van Nova Petra; zijn bisschopswijding vond plaats op 16 december 2006.
Stankiewicz ging op 22 september 2012 met emeritaat. Hij overleed in 2021 op 85-jarige leeftijd.
- Catàleg d'autoritats de noms i títols de Catalunya: 981058512295206706
- Gemeinsame Normdatei: 133324532
- International Standard Name Identifier: 0000 0001 1838 9016
- Library of Congress Control Number: n82085118
- Nederlandse Thesaurus van Auteursnamen: 069573360
- Istituto Centrale per il Catalogo Unico: UBOV337210
- Virtual International Authority File: 67652467
- WorldCat: E39PBJpYpcWFBwRkmWfHcddWjC